# Abbas Fahdel
Abbas Fahdel (in arabo عباس فاضل; al-Hilla, 1959) è un regista, sceneggiatore e critico cinematografico iracheno naturalizzato francese.

## Biografia
Nato nella città irakena di al-Hilla, all'età di 18 anni si è traferito a Parigi, dove ha studiato cinema, seguendo in particolare i corsi di Éric Rohmer, Jean Rouch e Serge Daney, sino a conseguire un dottorato presso l'Università Pantheon-Sorbona (Université Paris 1).
Nel gennaio 2002, munito di passaporto francese, è tornato in Iraq per girare Retour à Babylone, un documentario nel quale si chiede: «Che fine hanno fatto i miei amici d'infanzia? Che cosa ha fatto loro la vita? Che cosa avrebbe potuto fare a me la vita se non avessi scelto di seguire il corso del mio destino altrove?». È evidente, sullo sfondo di questa ricerca-inchiesta nella sua terra natale, la drammatica situazione di un Paese segnato da anni di guerre e dalla dittatura.

## Filmografia
- Retour à Babylone – documentario (2002)
- Nous les Irakiens – documentario (2004)
- L'Aube du monde (2008)
- Homeland : Irak année zéro – documentario (2015)
- Yara (2018)
- Bitter Bread – documentario (2019)
- Tales of the Purple House – documentario (2022)
- Tales of the Wounded Land – documentario (2025)